# 助乡
助乡是日本江户时期的一种劳役制度。德川幕府为了维持各街道宿场的正常运作，向宿场附近的村落召集人手和马匹充当徭役。这些提供徭役村子被称为助乡村。

## 概要
街道创设后的初期，幕府只不过临时招募人马为宿场提供服务，然而随着社会逐渐安定以及大名的参勤交代街道的交通量变的很大，临时招募已经无法满足需要，于是形成了助乡制度。
助乡还被细分为「定助乡」，「代助乡」，「宿付助乡」，「増助乡」，「加助乡」，「当分助乡」。起初助乡村局限于宿场周围的村子，随着交通量扩大助乡的范围也逐渐扩展到方圆10里。
轮到担任助乡的时候必须从早做到晚，离开宿场较远的被征农民不得不提早一天到达。同时只能得到微薄的酬劳。村子如果无法提供人马可通过缴纳税金代替。最终以缴纳税金代替劳役变成极为普遍的方法。有人由于无法负担而卖身或自暴自弃。宿场有时候还非法征用无家可归的人。
这种制度在明治5年（1872年）被废除。

## 关联项目
- 传马骚动 ：因反抗助乡制度而发生的一揆。